# Cecilia Wikström
Cecilia Karin Maria Wikström (ur. 17 października 1965 w Svanstein w gminie Övertorneå) – szwedzka polityk i pastor luterańska, była posłanka, deputowana do Parlamentu Europejskiego VII i VIII kadencji.

## Życiorys
Pełniła posługę pastorską w katedrze w Uppsali. Opublikowała kilka książek, m.in. När livet går sönder w 2004, pisywała także dla prasy zagranicznej (w tym "International Herald Tribune"). Zaangażowała się też w działalność polityczną w ramach Ludowej Partii Liberałów. W latach 2002–2009 zasiadała w szwedzkim parlamencie (Riksdagu), reprezentując region Uppsala.
W wyborach europejskich w 2009 uzyskała mandat posłanki do Parlamentu Europejskiego. Przystąpiła do Porozumienia Liberałów i Demokratów na rzecz Europy, została też członkinią Komisji Prawnej. W 2014 z powodzeniem ubiegała się o reelekcję.